# Smoke Lake
Smoke Lake är en sjö i Kanada.   Den ligger i provinsen Alberta, i den centrala delen av landet, 3 100 km väster om huvudstaden Ottawa. Smoke Lake ligger 835 meter över havet. Arean är 9,4 kvadratkilometer. Den sträcker sig 4,1 kilometer i nord-sydlig riktning, och 4,7 kilometer i öst-västlig riktning.
I omgivningarna runt Smoke Lake växer i huvudsak blandskog. Trakten runt Smoke Lake är nära nog obefolkad, med mindre än två invånare per kvadratkilometer.